# Karabela (Säbel)

Ein Karabela aus dem 17. Jahrhundert

Ein Karabela ist ein Säbel mit einem als Vogelkopf stilisierten Griff und einer offenen Parierstange. Er war in Polen-Litauen vor allem im 17. bis 18. Jahrhundert populär. Erste Belege gibt es aus dem 15. Jahrhundert. Viele Exemplare wurden mit reichen Griffverzierungen ausgestattet, was sich teils negativ auf die Verwendung im Kampf auswirkte.
Zur Herkunft des Namens gibt es verschiedene Theorien. Zum einen könnte der Name eine Kombination des türkischen „kara“ (deutsch schwarz) und des arabischen „bela“ (deutsch Unglück, Fluch, Verfluchung) sein. Karabela würde also „schwarzer Fluch“ oder „schwarzes Unglück“ heißen. Aus dem Italienischen könnte man den Namen von den Worten „cara“ (deutsch kostbar) und „bella“ (deutsch schön) ableiten. Auch die irakische Stadt Kerbela (Karbala) könnte Namensgeber sein.